# Oligostigma purifactalis
Oligostigma purifactalis là một loài bướm đêm trong họ Crambidae.